# David Janowski

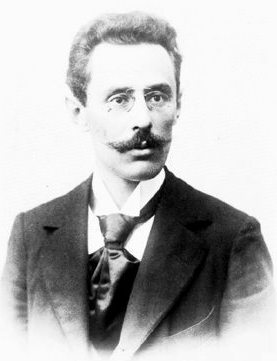
David Janowski

David Markelowicz Janowski (Wołkowysk, toen in Polen, 25 mei 1868 – Hyères, 15 januari 1927) was een Franse schaker.

## Schaakcarrière
Janowski werd geboren in een Pools-Joodse familie in Vawkavysk in het Russische keizerrijk (tegenwoordig gelegen in Wit-Rusland). Rond 1890 vestigde hij zich in Parijs en in 1894 begon hij zijn professionele schaakcarrière. Aan het eind van de 19e eeuw behaalde hij zijn beste resultaten. In 1901 won hij een toernooi in Monte Carlo (in Monaco). In 1902 won hij in Hannover en werd hij gedeeld eerste in Wenen.
Janowski speelde vernietigend tegen de oudere meesters, zoals Wilhelm Steinitz (+5 −2), Michail Tsjigorin (+17 −4 =4) en Joseph Henry Blackburne (+6 −2 =2). Echter, tegen diverse jongere spelers had hij minus-scores; voorbeelden zijn Siegbert Tarrasch (+5 −9 =3), Frank Marshall (+28 −34 =18), Akiba Rubinstein (+3 −5), Géza Maróczy (+5 −10 =5) en Carl Schlechter (+13 −20 =13). Hij was een niveau lager dan de wereldkampioenen Emanuel Lasker (+4 −25 =7) en José Raúl Capablanca (+1 −9 =1), maar scoorde aanvaardbaar tegen Aleksandr Aljechin (+2 −4 =2). Elk van de eerste vier wereldkampioenen wist hij minstens één keer te verslaan, iets dat verder uitsluitend Siegbert Tarrasch lukte.
Janowski speelde drie matches tegen Emanuel Lasker: twee vriendschappelijke in 1909 (+2 -2 en +1 =2 -7) en een match om het wereldkampioenschap in 1910 (=3 -8). Sommigen noemden de lange match uit 1909 ook een match om de wereldtitel, maar onderzoek door schaakhistoricus Edward Winter heeft uitgewezen dat de match in 1909 niet ging om het wereldkampioenschap. In 1910 speelde hij een match om het wereldkampioenschap tegen Emanuel Lasker, die hij verloor met 9½ - 1½.
In juli–augustus 1914, nam hij deel aan een internationaal schaaktoernooi, het 19e DSB Congress (congres van de Duitse schaakfederatie) in Mannheim, Duitsland, en had vier overwinningen, vier remises en drie keer verloren (zevende plaats), toen de Eerste Wereldoorlog uitbrak.
In Mannheim aanwezige schakers die afkomstig waren uit landen die nu met Duitsland in oorlog waren, werden opgesloten. Janowski, en ook Aleksandr Aljechin, werden opgesloten maar na korte tijd overgedragen aan Zwitserland.
In 1915 vertrok hij van Europa naar de Verenigde Staten, waar hij 9 jaar zou wonen alvorens terug te keren naar Parijs. In 1916 werd hij in New York 1916 gedeeld tweede met Oscar Chajes, onder José Raúl Capablanca. In 1921 won hij in Atlantic City het achtste American Chess Congress en in 1923 werd hij derde in Lake Hopatcong, op het negende American Chess Congress.
Janowski is in 1927 in Frankrijk aan tuberculose gestorven.

## Speelstijl
Janowski gebruikte weinig bedenktijd in zijn schaakpartijen en stond bekend als een scherp tacticus die vernietigend kon toeslaan met het loperpaar. Capablanca voorzag met bewondering enkele van Janowski's partijen van commentaar en stelde: "als hij in vorm is, is hij een van de meestgevreesde opponenten". Capablanca merkte op dat Janowski's grootste zwakke plek het eindspel was, en Janowski zou hem hebben verteld een hekel te hebben aan het eindspel. Omdat hij het eindspel niet voldoende beheerste, kon hij zich niet aan de top handhaven. Hij was van mening dat een schaakpartij in het middenspel beslist moest worden.
De Amerikaanse kampioen Frank Marshall herinnerde zich Janowski's talent en zijn koppigheid. In "Marshall's Best Games of Chess" schreef hij dat Janowski een verkeerd plan met grotere vasthoudendheid kon volgen dan iedereen die hij ooit ontmoet had. Reuben Fine herinnerde zich Janowski als een talentvolle speler, maar een "meester van het alibi" met betrekking tot zijn nederlagen. Fine zei dat Janowski's verliespartijen zonder uitzondering werden veroorzaakt doordat het te heet was, of te koud, of dat de ramen te ver openstonden, of niet ver genoeg. Hij zag ook dat Janowski bij zijn collega's soms impopulair was vanwege zijn neiging om ook in een verloren stelling stug door te blijven spelen, hopend op een blunder van de tegenstander. Edward Lasker noemt in zijn boek Chess Secrets I Learned from the Masters dat Janowski een verstokte maar ongedisciplineerde gokker was, die vaak zijn met schaken vergaarde prijzengeld aan de roulettetafel weer verloor.

## Openingsvarianten
Janowski speelde talloze toernooien met afwisselend succes en hij heeft zijn naam aan een zevental openingsvarianten verbonden, zoals de Janowski-variant in het Albin-tegengambiet en die in het Damegambiet, verder een variant in het Vierpaardenspel en een in de Chigorin verdediging.
De Janowski-variant in het Albintegengambiet bestaat uit de volgende zetten:

1.d4 d5 2.c4 e5 3.dxe5 d4 4.Pf3 Pc6 5.Pbd2 f6.
De Janowski-variant in de Oud-Indische opening is:

1. d4 Pf6 2. c4 d6 3. Pc3 Lf5.
Een van de naar Janowski genoemde varianten in het geweigerde damegambiet is:

1.d4 d5 2.c4 e6 3.Pc3 a6. 

De Janowski-variant in de Tsjigorin-verdediging van het geweigerd damegambiet is:

1.d4 d5 2.c4 Pc6 3.Pc3 dxc4 4.Pf3
De Janowski-variant in het Vierpaardenspel is: 

1.e4 e5 2.Pf3 Pc6 3.Pc3 Pf6 4.Lb5 Lb4 5.0-0 0-0 6.d3 Lxc3 7.bxc3 d6 8.Te1
De Janowski-variant in de orthodoxe verdediging van het geweigerd damegambiet is:

1.d4 d5 2.c4 e6 3.Pc3 Pf6 4.Lg5 Le7 5.e3 0-0 6.Pf3 Pbd7 7.Tc1 c6 8.Ld3 dxc4 9.Lxc4 Pd5 10.h4
Het kenmerk van de Janowski-variant in de Franse verdediging is de zet 6.Le3. Het is een variant in de McCutcheon-variant met de volgende zetten:

1.e4 e6 2.d4 d5 3.Pc3 Pf6 4.Lg5 Lb4 5.e5 h6 6.Le3